# تلیدوسور
تلیدوسور (نام علمی: Teleidosaurus) نام یک سرده از راسته تمساح‌سانان است.